# BH90210
BH90210 (w Polsce tytuł czytany jako: Beverly Hills 90210) – amerykański serial telewizyjny (komedio-dramat) wyprodukowany przez Alberghini Chessler Productions, Fox Entertainment oraz CBS Television Studios. Serial jest emitowany od 7 sierpnia 2019 roku przez FOX, a w Polsce od 9 października 2019 roku przez Fox Polska.
Fabuła serialu opowiada fikcyjną historię aktorów grających w serialu Beverly Hills, 90210 i skupia się na próbach stworzeniu reboota serialu sprzed lat z oryginalną obsadą.
Na początku listopada 2019 roku stacja FOX ogłosiła, że anuluje serial po 1. sezonie.
W Polsce serial emituje FOX.

## Obsada

### Główna
- Gabrielle Carteris jako ona sama, Andrea Zuckerman
- Shannen Doherty jako ona sama,  Brenda Walsh
- Jennie Garth jako ona sama, Kelly Taylor
- Brian Austin Green jako on sam, David Silver
- Jason Priestley jako on sam, Brandon Walsh
- Tori Spelling jako ona sama, Donna Martin
- Ian Ziering jako on sam, Steve Sanders

### Gościnnie
- Carol Potter jako ona sama
- Christine Elise jako ona sama
- La La Anthony jako Shay - fikcyjna żona Briana
- Vanessa Lachey jako Camille - fikcyjna żona Jasona
- Jenna Rosenow jako Stacy - fikcyjna żona Iana
- Ivan Sergei jako Nate - fikcyjny mąż Tori
- Ty Wood jako Zach
- Karis Cameron jako Kyler - fikcyjna córka Jennie
- Evan Roderick jako Chaz Bryant
- Brad Bergeron jako Matthew
- Destiny Millns jako Heather
- Natalie Sharp jako Anna
- Brendan Penny jako Wyatt Jackson - ochroniarz Jennie
- Jamie Walters jako on sam
- Denise Richards jako ona sama

Archiwalne nagrania z postacią Luke'a Perry'ego grającego Dylana McKay zostały użyte w pierwszym odcinku, który również jest poświęcony jego pamięci.

## Lista odcinków
| Nr | Tytuł           | Polski tytuł         | Reżyseria                 | Scenariusz | Premiera (FOX)   | Premiera w Polsce (Fox Polska) |
| -- | --------------- | -------------------- | ------------------------- | --- | ---------------- | ------------------------------ |
| 1  | The Reunion     | Spotkanie po latach  | Elizabeth Allen Rosenbaum | Mike Chessler, Chris Alberghini, Paul Sciarrotta, Tori Spelling, Jennie Garth, Mike Chessler, Chris Alberghini | 7 sierpnia 2019  | 9 października 2019            |
| 2  | The Pitch       | Negocjacje           | Howard Deutch             | Katie Wech | 14 sierpnia 2019 | 16 października 2019           |
| 3  | The Photo Shoot | Sesja zdjęciowa      | Jason Priestley           | Jason Coffey, Merigan Mulhern, Mike Chessler, Chris Alberghini                                                 | 21 sierpnia 2019 | 23 października 2019           |
| 4  | The Table Read  | Czytanie scenariusza | Melanie Mayron            | Mike Chessler, Chris Alberghini, Michelle Furtney-Goodman, Conner Good                                         | 28 sierpnia 2019 | 30 października 2019           |
| 5  | Picture's Up    | Pierwszy klaps       | Kabir Akhtar              | Mike Chessler, Chris Alberghini, Mike Deas, Ben O'Hara                                                         | 4 września 2019  | 6 listopada 2019               |
| 6  | The Long Wait   | Oczekiwanie          | Gina Lamar                | Aaron Fullerton, Mike Chessler, Chris Alberghini, Paul Sciarrotta                                              | 11 września 2019 | 13 listopada 2019              |